# Lambert Noppius
Henri Lambert Noppius, né à Liège le 8 avril 1827 et mort le 2 février 1889, est un architecte liégeois, auteur de plusieurs bâtiments de l'université de Liège de la fin du XIXe siècle : l'observatoire de Cointe, l'institut d'anatomie, l'institut de pharmacie (jardin botanique de Liège), l'institut de zoologie et l'institut de physiologie. Ils sont connus sous le nom d'instituts Trasenster, du nom du recteur de l'époque, Jean-Louis Trasenster.

## Biographie
Il succède à Jean-Charles Delsaux pour coordonner la façade néogothique ouest du palais provincial.
Il est le frère du sculpteur Léopold Noppius (1834-1906).
Sa sépulture se trouve au cimetière de Robermont (parc 143-1-7).

### Institut de Botanique

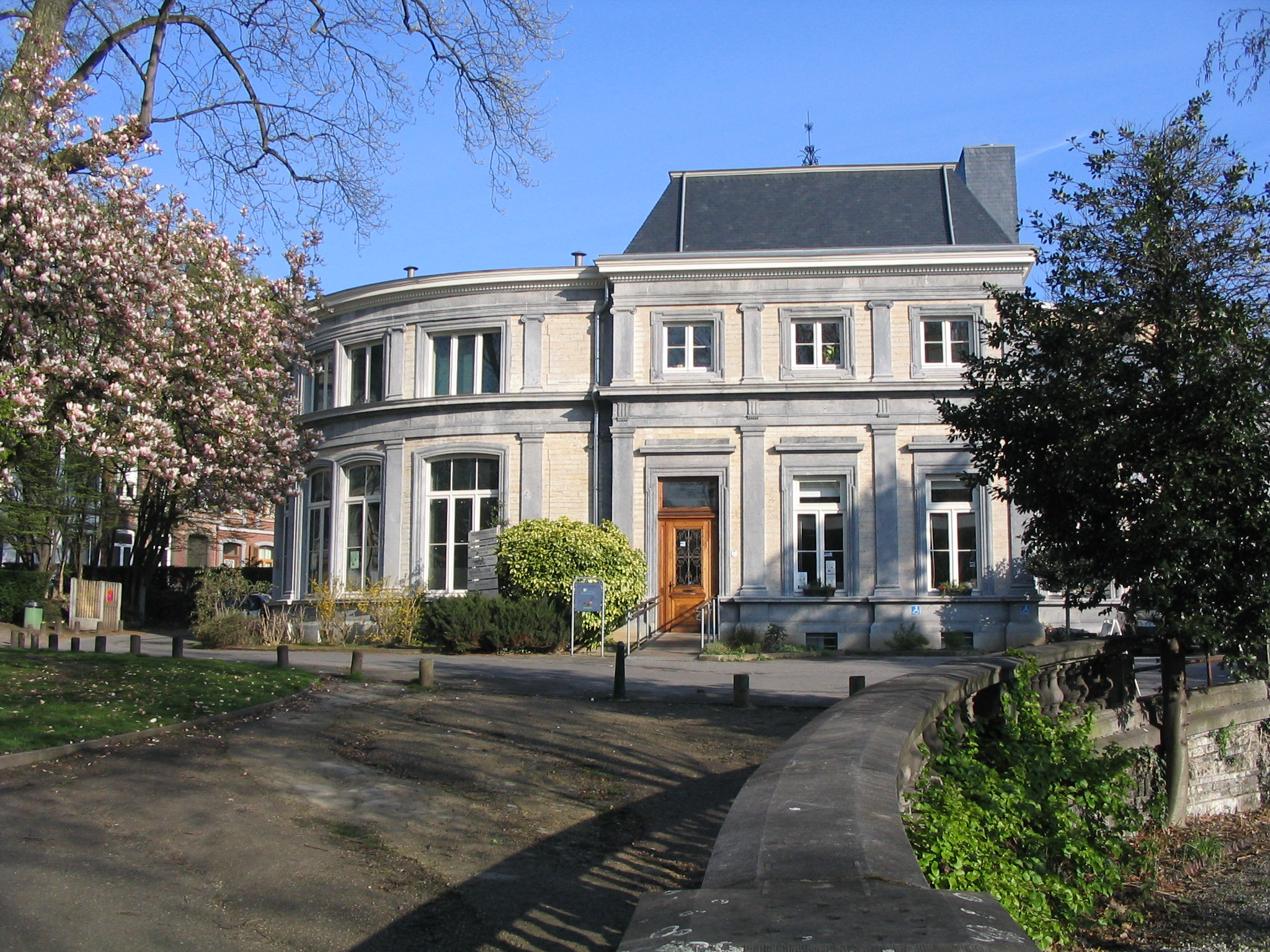
Pavillon de botanique (1883) dans le Jardin botanique de Liège

### Institut zoologique

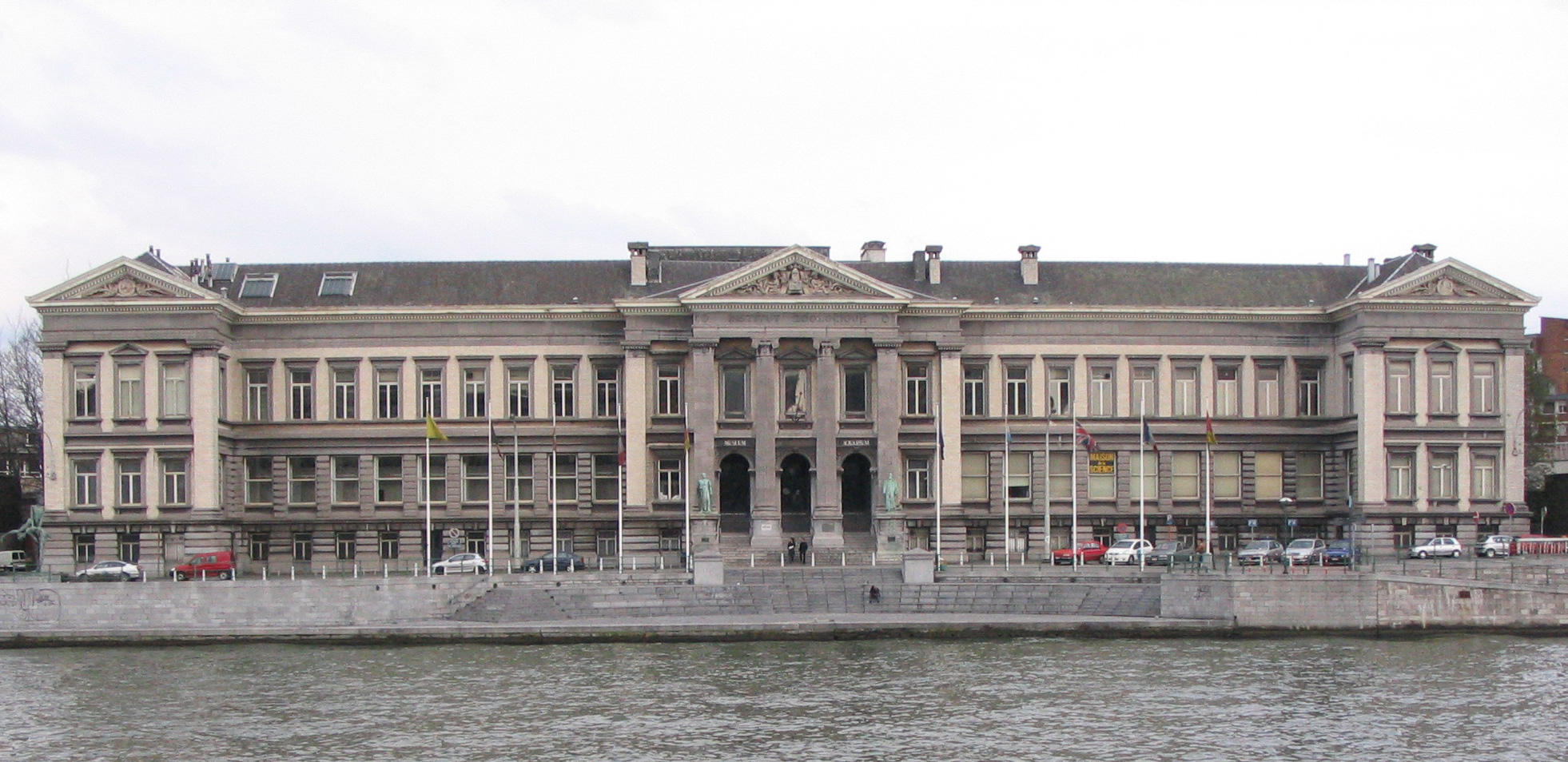
Institut zoologique quai van Beneden (1888) Liège

## Bâtiments universitaires

### Observatoire de Cointe

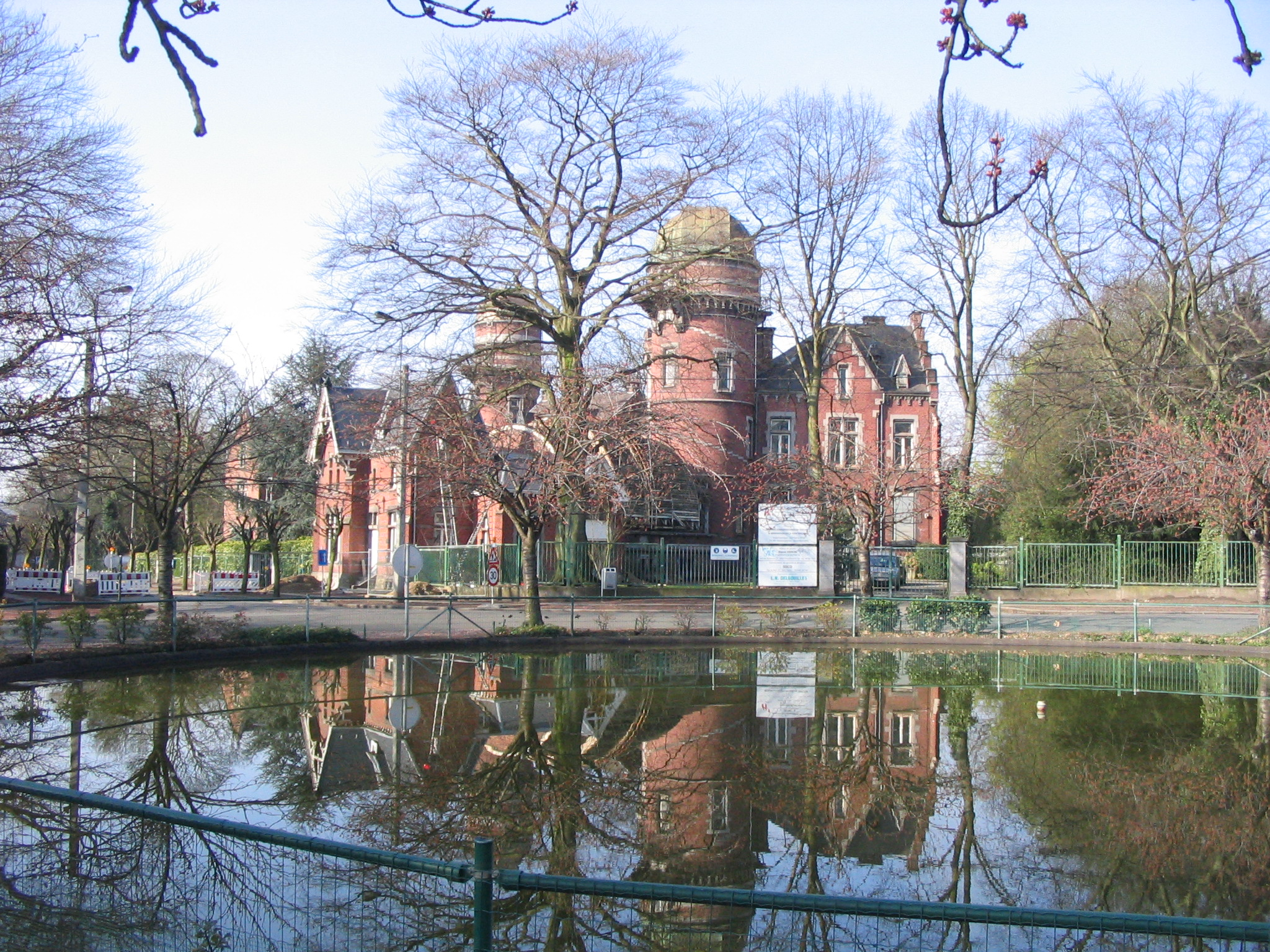
Observatoire de Cointe (1881)

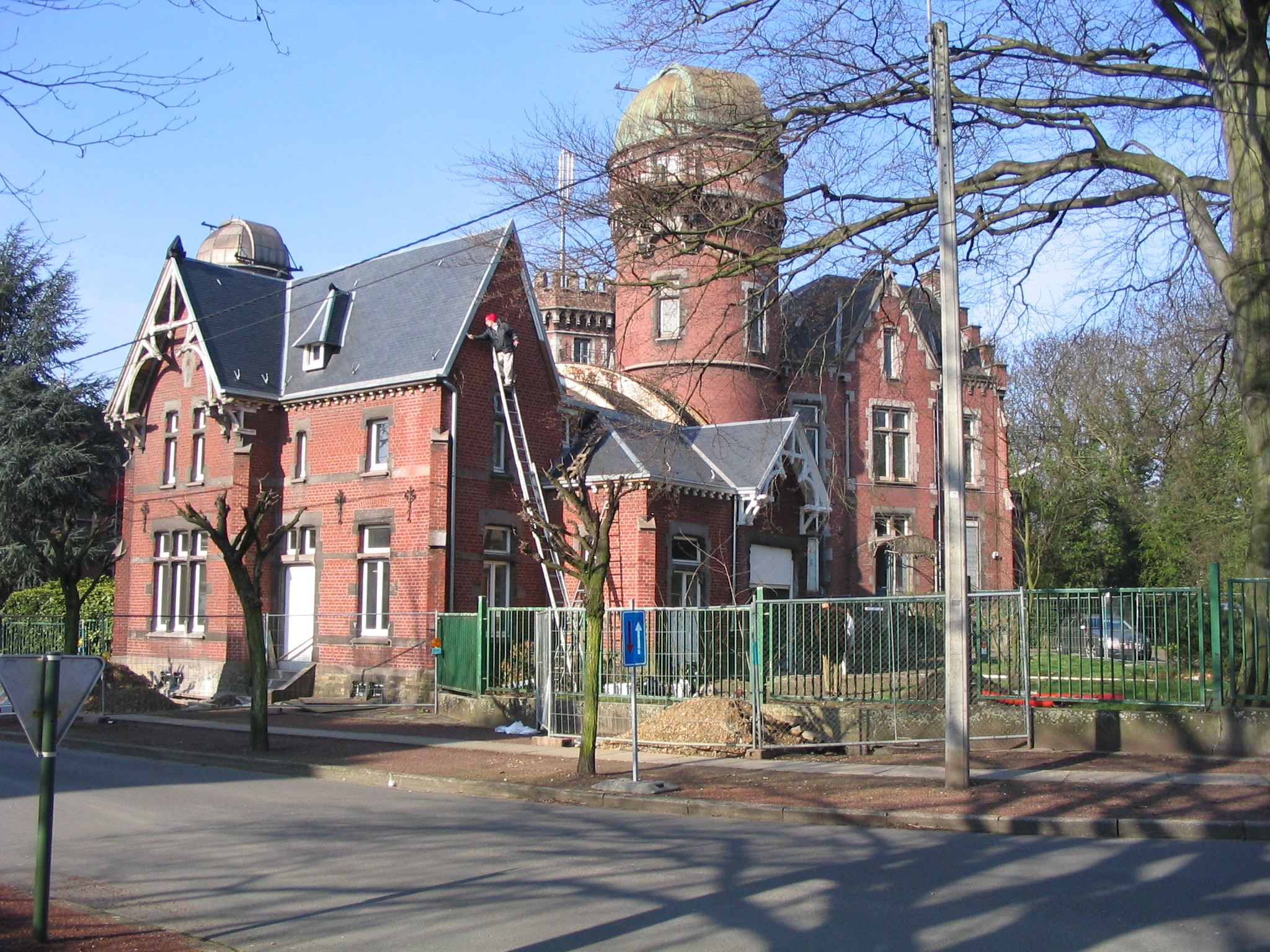
Conciergerie à l'avant plan
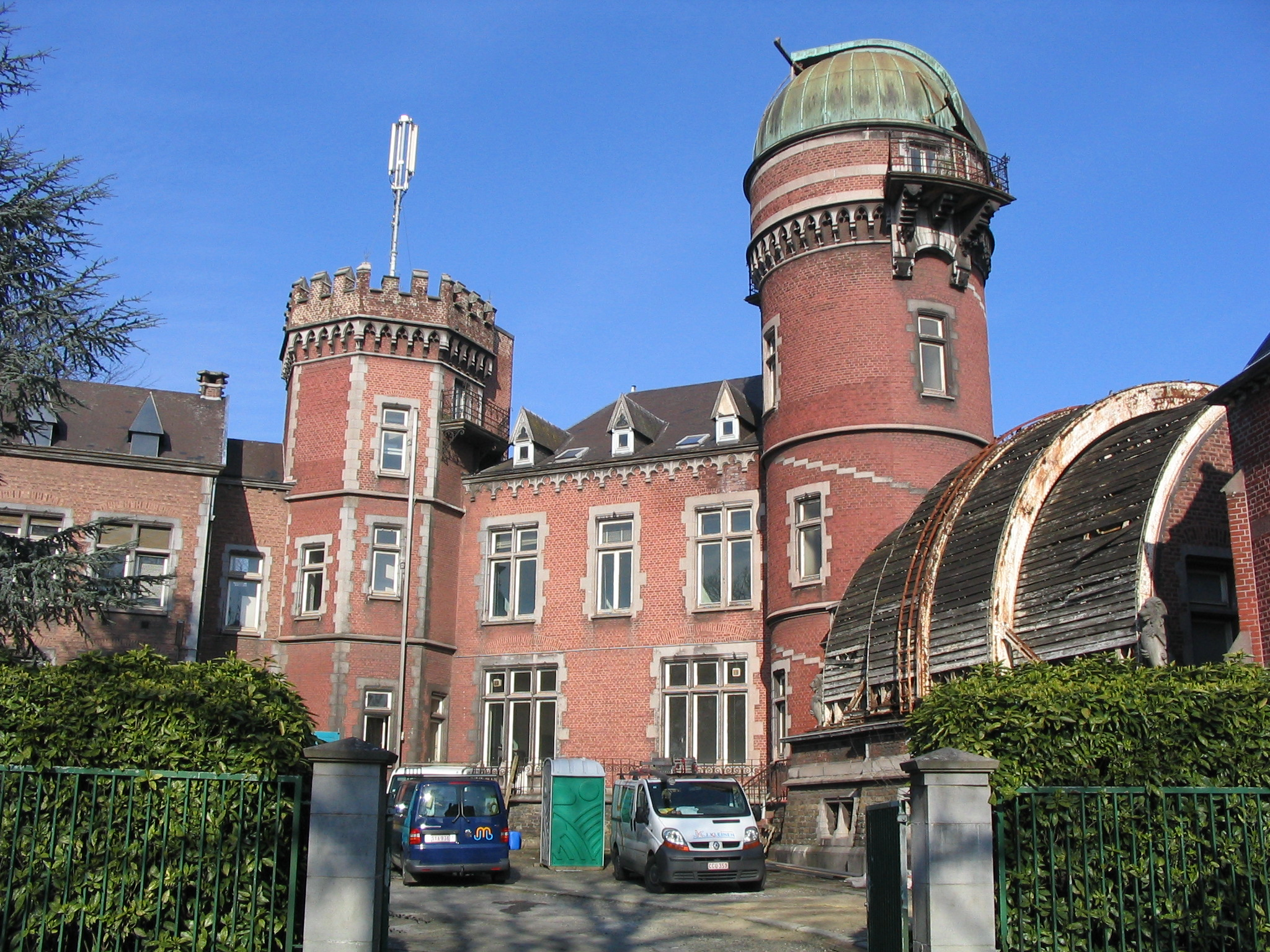
Vue d'ensemble
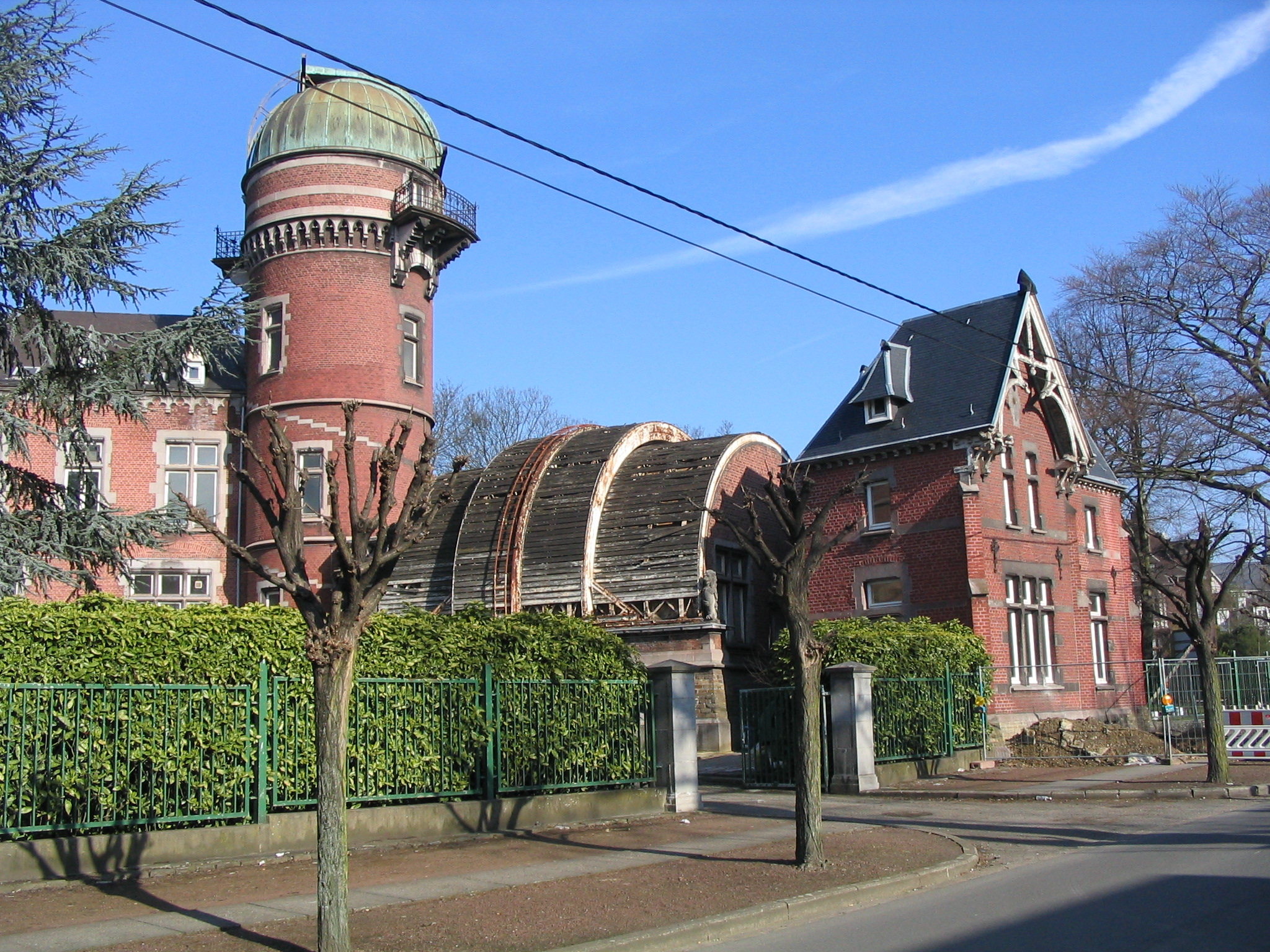
Au centre, l'abri de la méridienne
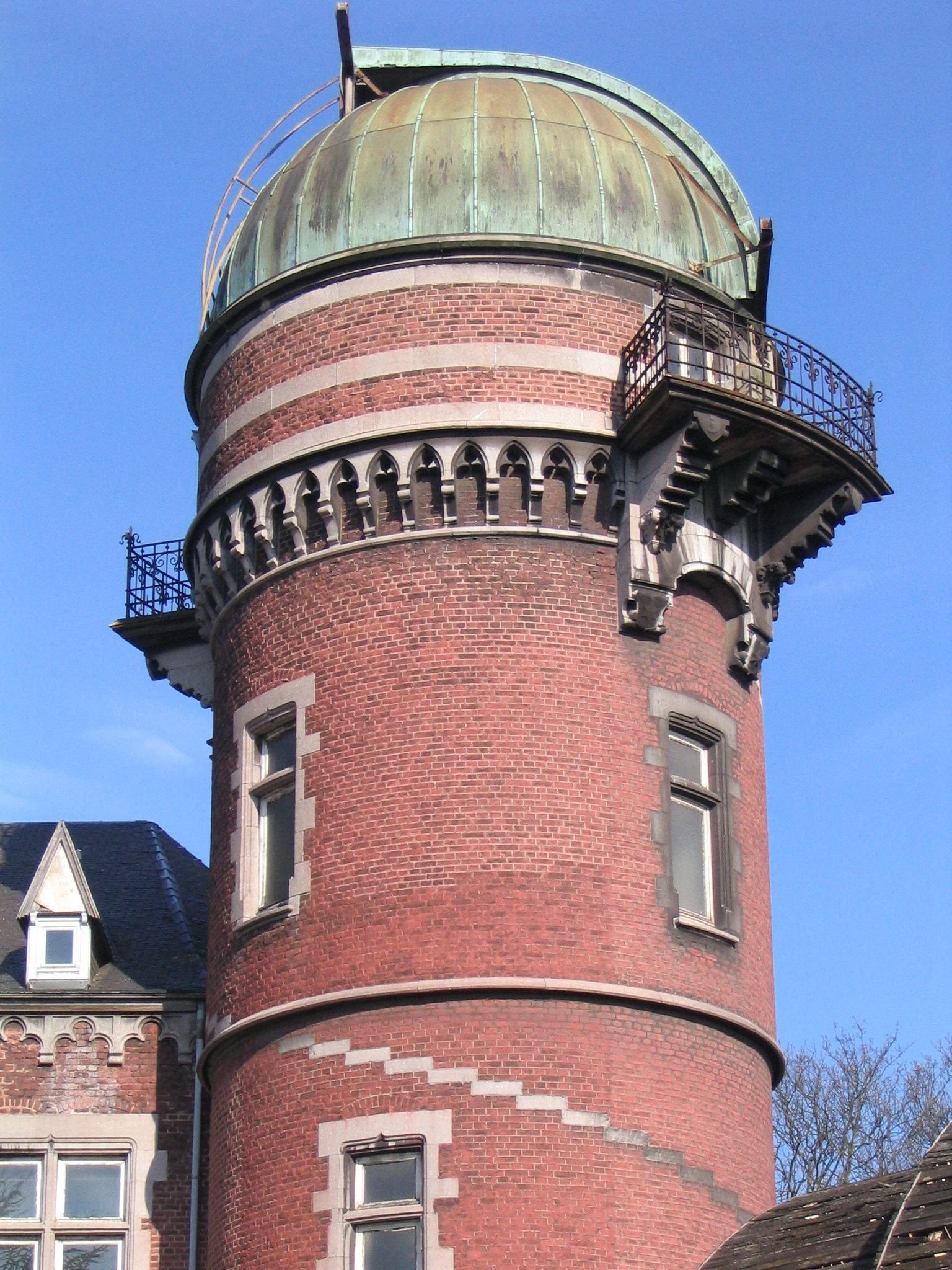
Coupole
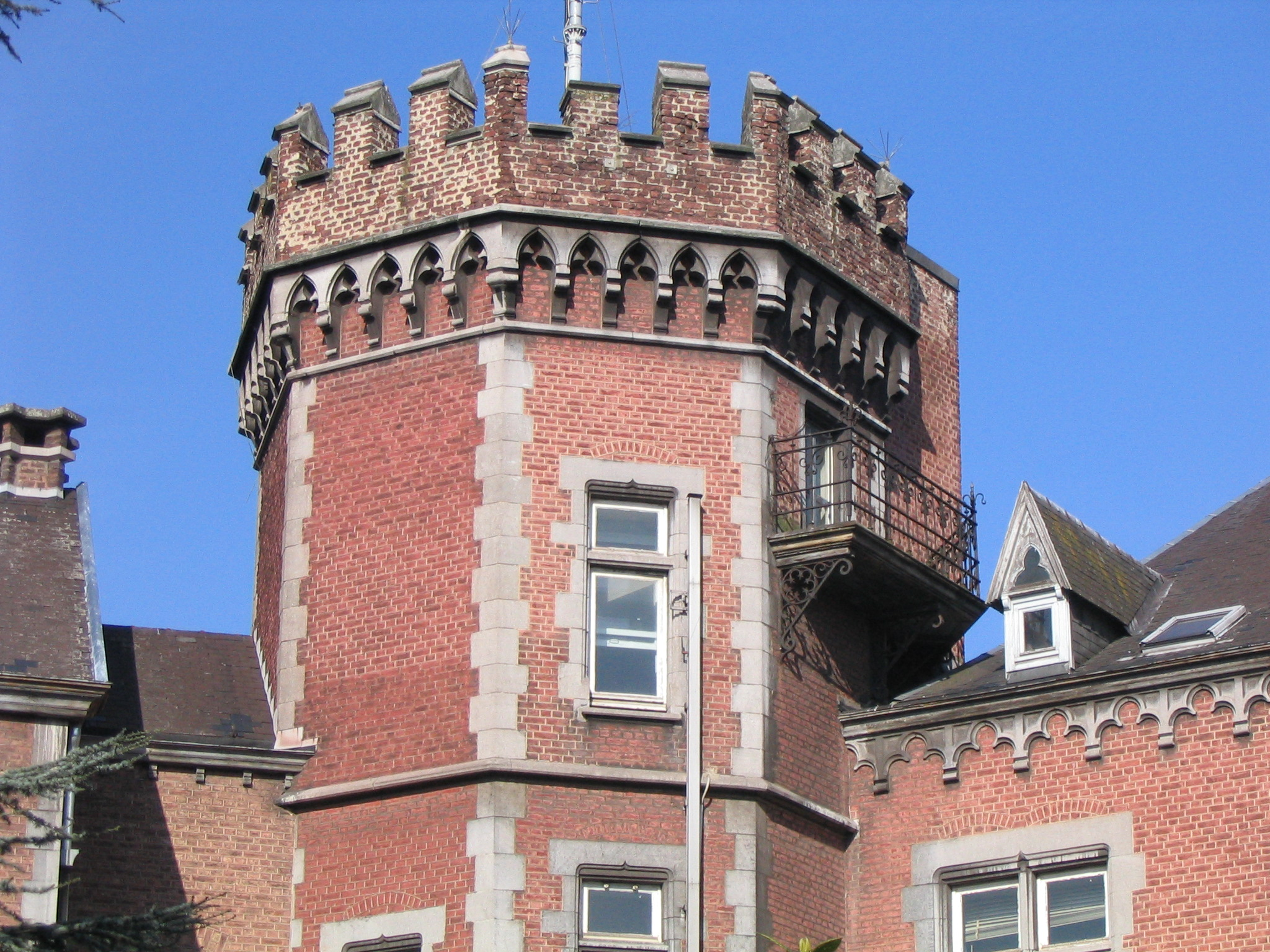
Tour octogonale